# Kilari
A Kilari vagy Kirarin Revolution (きらりん☆レボリューション; Kirarin Reborjúson; Hepburn: Kirarin Reboryūshon) 2006-tól 2009-ig vetített japán animesorozat, amely Nakahara An azonos című mangasorozata alapján készült. Az animét Okuvaki Maszaharu rendezte, a SynergySP és a Nippon Animation gyártásában készült. Japánban 2006. április 7. és 2009. március 27. között a TV Tokyo, a BS Japan és az AT-X vetítette.
Magyarországon az Animax sugározta 2010. április 10-étől, de a sorozat 153 részéből csak 102 részt adott le.

## Ismertető
A főszereplő, Tsukishima Kirari, aki egy 14 éves lány. Nem törődik a szórakoztató világgal, mert az elméjét lefoglalja az, hogy sztár legyen. A sztársággal kapcsolatos rögeszméje azt fokozza, hogy szeretetről legyen tanácstalan. Először apja nem engedi, hogy felléphessen sztárnak, de a nagyanyja segítségével mégis beleegyezik. Viszont nagyon sok nehézségekkel áll szembe az élettel, hogy valódi sztár váljon belőle.

## Szereplők
- Cukisima Kilari (Tsukishima Kilari) – Tinédzserlány, aki ennek az animének a főhőse. Helyes arcú, de falánk. Az ételeken kívül, nem törődött soha semmi mással, amíg nem találkozott Hiwatari Seijivel, akibe szerelmes lett. Seiji a SHIPS, az egyik népszerű bálványduó tagja. Miután felfedezi, hogy Seiji bálvány, úgy dönt, hogy saját maga is bálvánnyá válik, hogy közel legyen hozzá. Mint sok shoujo hőssel egyformán ügyetlen. Sűrű és józan gondolkodást hiányol. Szintén tapasztalatlan varrásnál, főzésnél, sütésnél és néhány másik mindennapi házimunkánál. A hiányosságai és a tehetségei hiánya ellenére egészen jól boldogul, hála a kiscicájának, Naa-sannak. Szintén a bálványegység tagja. A történet haladtával folyamatosan kezd rájönni, hogy Hirotot ténylegesen kedveli.
- Kávé – Helyes kismacska, Kilari kiscicája.
- Kazama Hiroto – Tinédzser fiú, aki a SHIPS egyik híres fiúbanda tagja, és Seiji a legjobb barátja. Kilari-val szemben nagyon undokan tud viselkedni, de mégis sokszor kimenti Kilari-t a bajból. Próbálja kimutatni az érzéseit vele szemben, de ez neki sokszor nem megy.
- Hivatari Szeidzsi (Hiwatari Seiji) – Tinédzser fiú, aki a SHIPS második tagja. Érdekességként megemlíthetjük, hogy gazdag családból származik.
- Ogura Erina – Tinédzserlány, aki az ügynökségen belül Kilari legelső riválisa lesz. Igen bájos és szép a külseje, de nem gondolta volna sose, hogy van a földön olyan, aki nála is cukibb. Elsőként akkor kerül összetűzésbe Kilarival, amikor mindketten ugyanazt a reklámot próbálják megszerezni. Mindent bevet azért, hogy nyerjen, de végül mégis csak kudarcot vall. Gyakran nevetséges és gyermekes trükköket vet be Kilarival szembe, amik mindig fordítva sülnek el és magát sodorja bajba. Mindenkit manipulál és olyan mint egy bőgőmasina. A sztársuliban addig boldog, amíg mindenki előtte hever és dicsérik. A csodálóinak száma az iskolában csak is addig szárnyal az egekig, amíg Kilarival egy osztályba nem kerül. Ekkor még jobban utálattal néz Kirarira és az iskolából is megpróbálja rúgatni. Kilarival szemben valójában nem mondható gonosznak, mivel lány, így Kirarinak nem árt fizikailag.
- Mokka – Helyes buldog, Erina kiskutyája.
- Amamija Arasi (Amamiya Arashi) – Kilari gyermekkori barátja, ők ketten már akkor eljegyezték egymást, persze ez felfogható volt egy gyermeki játékként is. Kilari akkoriban nem érzett semmit Arasi iránt, de Arasi igen. Egy nap a fiú elment és majd csak hosszabb idő múlva tért vissza Kilarihoz. Ekkora már Kilari szerelmes lett Seiji-be, és Arasi mindent elkövet, hogy Kilari újra az övé legyen, persze ez minden alkalommal kudarccal végződött.
- Kiriszava Aoi (Kirisawa Aoi) – A sztárvilág csúcsán áll, jólelkű, soha se ártana senkinek. Egyszer csak úgy dönt, hogy továbblép, s elhatározza, hogy innentől kezdve nem sztárként, hanem zene komponálóként lesz jelen. A visszavonulása után Kilari lesz a sztárvilág csúcsán.
- Todó Fubuki (Todō Fubuki) – Tinédzserlány, aki a rivális cégnek, a Higasijama ügynökségnek az egyik alkalmazottja. Az első sztár, akit a Higasijama főnökasszony bevet Kirari ellen. Már jól befutott sztár. Nagyon híres topmodell és nagyon tehetséges énekes. Viszont nagyon beképzelt és lekezelő, de Kilarival komoly harcot folytat. Az egyetlen olyan rivális, aki a legtisztább játékosnak tekinthető. Kilari számára komoly ellenfél. A maga erejéből próbálja legyőzni Kilarit és nem szükségesek részére tisztességtelen eszközök.
- Minami Akane – Tinédzserlány, aki ugyanannál a cégnél dolgozik, mint Fubuki és Izumi. Aoi után tekintik a legszebb bálványnak. Egy gyönyörű és kedves sztár, de nagyon alárendelő szerepe van a történetben, ugyanis olyan, mint egy bábu. Kérdés nélkül végrehajtja a főnökasszony utasításait és parancsait, ezért arra törekszik, hogy a legjobb képességeivel győzze le Kilarit. Azért is szó nélkül cselekszik, mert a főnökasszonya híressé tette, ennek ellenére, hogy nem megy neki a tánc, mivel gyerekkorában megsérült. De közben sokat változik, mert alapjában véve kedves és jó. Mivel jószívű, a későbbiekben Kilari szövetségese lesz.
- Amakava Izumi (Amakawa Izumi) – Magát lánynak álcázó tinédzserfiú, aki Hiroto gyerekkori barátja volt. Ugyanannál az ügynökségnél dolgozik, ahol Fubuki. Kilari riválisai közül Kilari egyetlen olyan vetélytársa, aki fizikailag is veszélyt jelent neki. Nagyon féltékeny Kilarira, mégpedig Hiroto miatt. Nagyon szereti Hirotot és rossz volt neki, amikor meglátta Kilari és Hiroto csókját. Gyerekkorában nagyon jó barátja volt Hiroto és egyszer megígérte neki, hogy együtt lesznek sztárok. De Hiroto családja elköltözött távolra az ő családjától és nem tartotta meg az ígéretét, mivel közben Seijivel vált sztárrá. Gyűlölettel van Kilarira, mert, amíg Kilari a színen van, Hiroto vele nem törődik. Valamint Hiroto egyszer meg is kérte tőle, hogy Kilarit hagyja békén.
- Pápaszem – Izumi kiscicája, aki egy szemüveges macska, és először mindenki fiúmacskának látja, miközben később kiderül róla, hogy valójában lánymacska.
- Mizuki Hikaru – Óvodás kora óta hatalmas vágya, hogy sztár legyen belőle. Mindig rengeteget gyakorolt, küzdött, hogy vakóra válthassa az álmát. Egy akadály áll előtte: lámpalázas. Később Kilarival összeáll egy duóba, s Kilari segít legyőzni neki a lámpalázát. Egy kis idő után viszont szét kell válniuk és Hikaru egyedül folytatja útját énekesként.
- Mio és Mao – A Supernova (Szupernova) tagjai. Külsejük és jellemük megegyezik, ami nem meglepő, hiszen ikertestvérek. Tehetséges modell lányok, akik felhasználják hasonlóságukat a fellépéseiken, így még tökéletesebbé teszik magukat. Menedzserük kegyetlen velük, így átmennek Kilari ügynökségéhez.
- Jukino Noel (Yukino Noel)zuperno – A 3. évad nagy újítása, hogy Kilari itt már nem egyedüli énekes, hanem Kobeni-vel és Noel-lel összeállnak egy trióba, ők lesznek a "Milky Way", azaz a "Tejút". Noel egy igazán bátor, inkább fiús típusú lány. Kedveli a sportokat és eleinte nem áll be bálványnak. Majd amikor bebizonyosul, hogy a sztárok élete, nem csupán táncból áll, azonnal megjön a kedve.
- Hanaszaki Kobeni (Hanasaki Kobeni) – Ő is a Milky Way egyik tagja, de ő inkább egy csendes típusú lány. Először azt hihetjük, hogy a személyisége nem sztárhoz méltó, de később kiderül, hogy minden megvan benne, ami egy bálványhoz kell. Ért a jósláshoz, ez szinte már az élete része. Néha összetűzésbe kerül a vele ellentétes jellemmel rendelkező Noel-lel, de mindig megtalálják a középutat.
- Teki – Seji teknősbékája. Seji különös figyelmet fordít rá és ölni tudna, ha valaki ártani merne Tekinek.
- Kaicsó (Kaichō)
- Na-jan (Na-yan) – Kobeni kismacskája, igazán szerethető.
- Signor Na
- Mja-szan (Mya-san) Noel kismacskája, igazán különleges, kinézetű, ezüstös színben ragyog.
- ToriDosi (ToriDoshi)
- Katherine
- Mju (Myu)
- Joka (Yoka)
- Fú-szan (Fū-san)
- Miku
- Szajaka (Sayaka)
- Muranisi Genzo (Muranishi Genzo) – A Muranisi ügynökség igazgatója, aki eleinte a mostani riválisa egyik asszisztense volt. Később saját ügynökséget alapított, mert nem bírta, hogy a riválisa bábként kezeli a sztárokat. Muranisi egy igen érzékeny típus. Említésre méltó, kisegere, akit magyarul csak főnöknek hív. A történetben az állat egy igen bölcs "személyiségnek" tekinthető, hiszen ő dönt a fontosabb ügyekben.
- Kumoi Kaszumi (Kumoi Kasumi) Kilari, majd a 3. évadban A "Tejút" együttes menedzsere. Erős jelleme van, nem egy érzékeny típus, lehet mondani Muranisi ellentétének. Eleinte ős is sztárnak indult (ő volt az első aki Muranisihez szegődött, miután Muranisi otthagyta a riválisát), de miután a konkurencia keresztbe tett Muranisi-éknek Kumoi többé nem lehetett sztár. Úgy döntött, hogy egyszer legyőzi az ellenségét, ami be is teljesül: Kilari menedzsere lesz és Kilari felülkerekednek az ellentétes ügynökségen.
- Higasijama Kaoruko (Higashiyama Kaoruko) – Higasijama kisasszony asszisztense.
- Kitagava (Kitagawa)
- Tina Garland – New York-i sztár és tökéletesen beszél japánul. Sokszor beszélget Kilarival a szerelmi ügyekről. Tetszik neki is Seiji. Van két háttértáncosa is, akiket japánul tanít. Először nem érzi Kilariról, hogy sztár, de amikor Kilari megmenti a rajongóktól, megváltozik a véleménye.
- Akira Kuroki
- Daimondzsi Gengoro (Daimonji Gengoro) – rendező
- Takada Pierre – Rendező, de inkább a romantikus filmek képviselője.
- Cukisima Takasi (Tsukishima Takashi) – Kilari bátyja, aki eleinte, dicsekszik az eredményinek, miközben még semmire se vitte. Miután megtudja, hogy Kilari sztár lett, igen megirigyelte és keresztbe akart tenni neki. Végül beismerte, hogy hibázott és történetben ezután, egy vicces szereplőnek tartják. A 2. évad végén anyja, Luna/Urara beíratja egy színésziskolába.
- Cukisima Urara / Luna (Tsukishima Urara) – Kilari kiskorába látta utoljára édesanyját, aki a munka miatt Amerikába költözött és ott tevékenykedett színésznőként. Tehetségesnek van számon tartva, az egész világ ismeri. Semmiféle személyes információt nem ad ki magáról, nehogy a családja még idő előtt megtudja, hogy merre is van. Egy nap Japánban készítenek filmet, ahol Luna mellé keresnek szereplőket. Nem meglepő módon Kilarit választják, s a film leforgatása után derül csak ki, hogy Luna valójában Kilari édesanyja. A 2. évad lezárásaként Kilarit el akarja vinni Amerikába színészetet tanulni, de a lány úgy dönt, hogy marad sztárnak Japánban.
- Lin
- Ren

## Magyar hangok
- Kántor Kitty – Cukisima Kilari
- Balogh Cecília / Mohácsi Nóra – Kávé
- Szűcs Péter Pál – Hivatari Szeidzsi
- Magyar Bálint – Kazama Hiroto
- Vadász Bea – Ogura Erina
- Szabó Zselyke – Tódó Fubuki
- Tamási Nikolett – Umemura Szakura
- Kálmánfi Anita – Tina Garland
- Román Judit – Kumoi Kaszumi
- Bogdányi Titanilla – Kiriszava Aoi
- Dögei Éva – Szajaka
- Talmács Márta – Miku
- Molnár Ilona – Eiko
- Takáts Andrea – Öcsi
- Dányi Krisztián – Cukisima Takasi
- Bókai Mária – Cukisima nagyi
- Szalay Csongor – Cukisima Szubaru
- Harmath Imre – Furuicsi
- Zahorán Adrienne – főcím
- Molnár Levente – Amakava Izumi
- Szvetlov Balázs – Amamija Arasi
- Pavletits Béla – Fűszál
- Szokol Péter – Takada Pierre
- Hábermann Lívia – Higasijama Kaoruko
- Pintér Mónika – Hiroto édesanyja
- Czifra Krisztina – Imujama
- Horváth Andor – Kuroki Akira

## Epizódok
1. Kilari! A sztárforradalom!
2. Kiugrik a szívem! Meghallgatás a SHIPS-nél!
3. Juhé! Előre a reklám szerepért!
4. Jaj ne! Az apu nem engedi!
5. Hihetetlen! Az első munka!
6. Helló, helló! Tanuljunk sztárságot!
7. Kornyikálás! A nagy zenei kihívás!
8. Jaj ne! Az első fellépés!
9. Tádá! Arasi, az illuzionista!
10. Jaj, de izgi! Irány a sztársuli!
11. Megáll az ész! Én leszek a hősnő!
12. Non! A drámai randevú!
13. Cupp! A fantasztikus csók!
14. Talán szerelem? Összecsapás a SHIPS-el!
15. Talán szerelem? Kilari az életre tör!
16. Hajrá! A könyörtelen meghallgatás!
17. Csobbanjunk! Sztárok a strandon!
18. Vakáció Szajkával és Mikuval!
19. Segítség! Kísértetek a szállodában!
20. Hazatért a bátyám!
21. Kezdődik a sztárok harca!
22. Csók és esküvő!
23. A titkos ruha!
24. Szerelmes dal és a tenger!
25. Szerelmes tűzijáték!
26. Kávé, Narancs és Öcsi! Mit rejt a múlt?
27. A sztár, akinek be nem áll a szája!
28. Kávé, a sztár!
29. Pánik! A sztárok is írnak dolgozatot!
30. Az iskolai fesztivál
31. New York, a szerelem útvesztője
32. Miau! Tina és Kilari, a forradalmi páros
33. Félrepillantás! A tenger és egy színésznő lelke
34. Hirooo! Szerelmes séta a nagyival
35. Tűz! Kilari rendőrkapitány kontra X, a fantomtolvaj
36. Ki lesz az állatok királya?
37. Kaszumi! Hamupipőke a tavaszi szélben!
38. A vallomás? A SHIPS szülinapja!
39. A szupersztárok dalviadala
40. Ég veled, Kávé, még találkozunk!
41. Aoi és Kilari! A különleges koncert!
42. Rózsaszín! Kilari, a KajaRanger
43. Rákok! Arasi nagy mutatványa
44. IQ! Kilari és a kis zseni
45. Kávé a csodák porondján
46. Jaj, Teji! Felbomlik a SHIPS?
47. Erina, a banda vezér
48. Kilari és Akane! A csodálatos curry verseny
49. Kilari galaktikus tánca
50. Országos turné! A hófödte tájon lángoló szerelem
51. A Gyémánt Sztár Királynő
52. Kilari, a baseball sztár
53. Üdvözöljük a Kilari Kávézóban!
54. Kávé és Mignon! Párbajra fel!
55. Lehetetlen! Képregény egy gombáról?
56. Csók! Hiroto és Izumi a szerelmes pár
57. Szerelmi háromszög és könnyes címlapsztori
58. A nagy terv Hiroto megvédésére!
59. A jukaták csodája
60. Irány az űr! A Föld utolsó reménye!
61. Forradalom! Kilari és a virágóra
62. Hikaru, a szemtelen sztártanonc
63. Kilari és Hikaru első fellépése
64. A győztes páros
65. Bajban a Csillagszóró
66. Szív küldi szívnek! A rajongói levelek!
67. Meghallgatás! Színre lép a Szupernova!
68. Horror! A szellemirtók akcióban!
69. A nevettető verseny
70. Kilari kölni. A boldogság kulcsa?
71. Nyár! Fürdőruha! Sztárok a strandon!
72. Kilari és Hikaru, a divattervezők
73. Csapda! Eltűnt az Iker Félhold?
74. Musical! Fogyjunk bele a ruhába!
75. Hikaru a színpadon
76. Csillagszóró! Elszakít minket egy sötét csapda?
77. Örökké! A Csillagszóró utolsó koncertje
78. SHIPS kontra GEPS! A táncviadal!
79. Feloszlik a SHIPS? Ég veled, Hiroto!
80. A gomba nagykövet. A legvidámabb gomba
81. SOS! Támadnak a Kávé-robotok!
82. Seiji szólókarrierbe kezd!
83. Ikrek! Ugrálunk és finomat eszünk!
84. A vallomás. Erina szerelmes!
85. Daru és teknős! Kilari és Seiji, a szerelmespár!
86. Sötét célok! A Blackwood ügynökség!
87. A fekete forradalom! Veszélyben a Muranishi ügynökség!
88. Fekete Hold! Színre lép egy rejtélyes lány!
89. Kilari nagy felfedezése! Egy sötét titok!
90. A Black Fest! Mindenki a színpadon!
91. Az első randi! A Kilari kollekció!
92. Nissz! Kilari és a mesterfodrász!
93. Aoi sztárzáróvizsgája
94. Kilari a jégen
95. 24 órás megfigyelés. Egy sztár titkai.
96. Kilari hercegnő! Kalandok a virtuális világban!
97. Hollywood! Luna Japánba érkezik!
98. A Lucasberg-meghallgatás.
99. Luna és Kilari szabadnapja
100. Naomi és Sakurako csodás találkozása
101. Anya! A könnyes befejezés!
102. Kilari búcsúkoncertje?